# Szukiszki
Szukiszki (lit. Šukiškės) – wieś na Litwie, w okręgu wileńskim w rejonie wileńskim, w gminie Bujwidze, na północny wschód od Wilna.

## Historia
Wzmiankowana w wieku XVI, kiedy dokumentach źródłowych ze spisu w 1577 wspomniany jest tu chłop Maciej Szukień, od którego nazwiska wywodzi się najpewniej pierwotna nazwa Szukiszek – Szukiany.
W 1704 wieś Szukiany, liczącą wówczas 4 włóki, położoną w sąsiedztwie Majkun (własnością zakonu karmelitanek bosych, dziś Maikūnai), Żwinian (własnością jezuitów, dziś Žvynėnai) i Świętnik (majątku katedry wileńskiej) król polski August II Sas nadał w 1704 wraz z zaściankami Kureliszki i Pryciuliszki (dzisiejsze Pričiūnai, tj. Pryciuny) Dominikowi Szaniawskiemu.
W dokumencie z roku 1722 Szukiszki-Szukiany liczyła 13 włók, przy czym wspomina się, iż 8 z nich stało odłogiem. Wieś złożona wówczas z 4 gospodarstw wchodziła wówczas w skład ekonomii wileńskiej. W drugiej połowie XVIII wieku wieś zamieszkana była głównie przez członków rodziny Wapsów. W 1790 Ekonomię Wileńską uchwałą sejmową objęli Radziwiłłowie. Wojewoda Karol Stanisław Radziwiłł zw. „Panie Kochanku” odstąpił Szukiszki i okoliczne zaścianki księciu Michałowi Ogińskiemu, który wkrótce sprzedał je Józefowi Kolińskiemu, a ten w 1791 – byłemu komisarzowi porządkowemu powiatu wileńskiego Antoniemu Trappowi, który w nieodległych od Szukiszek wsi Pryciuny zbudował swoją rezydencję, odległą od Szukiszek o 2,5 wiorsty.
W roku 1877 Szukiszki liczyły 9 włók i były zamieszkane przez czterech gospodarzy: Ignacego Jarmołowskiego, Antoniego Ajewskiego, Jana Boguckiego i Józefa Kuleszę. W tym okresie majątek kupił Józef Gulbinowicz, dziadek kardynała Henryka Gulbinowicza. Pod koniec wieku XIX okoliczne wsie wykupywane były przez gospodarzy – dzierżawców gruntów, w 1899 grunty w Szukiszkach należały w znacznym stopniu do Wąsewiczów.
W dwudziestoleciu międzywojennym zaścianek leżący w Polsce, w województwie wileńskim, w powiecie wileńsko-trockim, do 1 kwietnia 1927 w gminie Bystrzyca, następnie w gminie Niemenczyn.
Po II wojnie światowej w granicach Związku Sowieckiego. Od 1991 na niepodległej Litwie.
W 2001 r. mieszkało tu 6 osób. W okresie niepodległej Republiki Litewskiej korzystając z ustawy reprywatyzacyjnej pozwalającej na przenoszenie ziemi w zamian za znacznie mniejszy obszar pod Kownem, Vytautas Landsbergis otrzymał 9-hektarowy las położony w Szukiszkach.